# Lettlands premiärminister
Lettlands premiärminister (lettiska: Latvijas Republikas Ministru prezidents, bokstavligen översatt ministerpresident) är landets regeringschef.
Premiärministern nomineras av Lettlands president beroende på majoritetsförhållanden i den lagstiftande församlingen, Saeima och innan premiärministern och dennes ministär tillträder sina ämbeten måste de godkännas genom omröstning i Saeima. Premiärministern leder regeringen, har rätt att tillsätta och entlediga sina ministrar och är politiskt ansvarig inför Saeima. Premiärministern representerar Lettland i Europeiska rådet.
Valdis Dombrovskis (V) var från och med 12 mars 2009 till 27 november 2013 Lettlands premiärminister. Han avgick på grund av katastrofen i varuhuset Maxima, Riga, då 54 människor omkom och 40 skadades efter att taket i varuhuset rasat in.

## Lista över Lettlands premiärministrar
Från 1990 fram till och med den 6 juli 1993 var ämbetstiteln formellt ministerrådets ordförande.
| Nr  |  | Premiärminister                     | Tillträdde        | Avgick            | Varaktighet        | Parti | Parti                                   |
| --- |  | ----------------------------------- | ----------------- | ----------------- | ------------------ | ----- | --------------------------------------- |
| 1   |  | Ivars Godmanis (född 1951)          | 7 maj 1990        | 3 augusti 1993    | 3 år och 88 dagar  |       | Lettiska folkfronten                    |
| 2   |  | Valdis Birkavs (född 1942)          | 3 augusti 1993    | 15 september 1994 | 1 år och 43 dagar  |       | Lettiska vägen                          |
| 3   |  | Māris Gailis (född 1951)            | 15 september 1994 | 21 december 1995  | 1 år och 97 dagar  |       | Lettiska vägen                          |
| 4   |  | Andris Šķēle (född 1958)            | 21 december 1995  | 7 augusti 1997    | 1 år och 229 dagar |       | Partilös                                |
| 5   |  | Guntars Krasts (född 1957)          | 7 augusti 1997    | 26 november 1998  | 1 år och 111 dagar |       | Fosterland och frihet                   |
| 6   |  | Vilis Krištopans (född 1954)        | 26 november 1998  | 16 juli 1999      | 0 år och 232 dagar |       | Lettiska vägen                          |
| (4) |  | Andris Šķēle (född 1958)            | 16 juli 1999      | 5 maj 2000        | 0 år och 294 dagar |       | Folkpartiet                             |
| 7   |  | Andris Bērziņš (född 1951)          | 5 maj 2000        | 7 november 2002   | 2 år och 186 dagar |       | Lettiska vägen                          |
| 8   |  | Einars Repše (född 1961)            | 7 november 2002   | 9 mars 2004       | 1 år och 123 dagar |       | Ny era                                  |
| 9   |  | Indulis Emsis (född 1952)           | 9 mars 2004       | 2 december 2004   | 0 år och 268 dagar |       | Miljöpartiet                            |
| 10  |  | Aigars Kalvītis (född 1966)         | 2 december 2004   | 20 december 2007  | 3 år och 18 dagar  |       | Folkpartiet                             |
| (1) |  | Ivars Godmanis (född 1951)          | 20 december 2007  | 12 mars 2009      | 1 år och 82 dagar  |       | Latvijas Pirmā Partija/Lettiska vägen   |
| 11  |  | Valdis Dombrovskis (född 1971)      | 12 mars 2009      | 22 januari 2014   | 4 år och 316 dagar |       | Ny era (2009 – 2011) Enhet (sedan 2011) |
| 12  |  | Laimdota Straujuma (född 1951)      | 22 januari 2014   | 11 februari 2016  | 2 år och 20 dagar  |       | Enhet                                   |
| 13  |  | Māris Kučinskis (född 1961)         | 11 februari 2016  | 23 januari 2019   | 2 år och 346 dagar |       | Liepāja                                 |
| 14  |  | Arturs Krišjānis Kariņš (född 1964) | 23 januari 2019   | 15 september 2023 | 4 år och 235 dagar |       | Enhet                                   |
| 15  |  | Evika Siliņa (född 1975)            | 15 september 2023 | nuvarande         | 1 år och 177 dagar |       | Enhet                                   |